# N,N-二甲基牛磺酸
N,N-二甲基牛磺酸即2-(二甲氨基)乙磺酸，是一种有机化合物，化学式为C4H11NO3S。它可由牛磺酸和碘甲烷在碳酸钠、氧化镁的存在下回流得到。它也是2-(二甲氨基)乙硫醇的氧化产物。它和4-氯甲基苯乙烯反应，可以得到季铵盐4-乙烯基-N,N-二甲基-N-(2-磺乙基)苯甲铵内盐。